# Bruch (Lot-et-Garonne)
Bruch település Franciaországban, Lot-et-Garonne megyében. Lakosainak száma 692 fő (2022. január 1.). Bruch Espiens, Feugarolles, Montesquieu és Saint-Laurent községekkel határos.

## Népesség
A település népességének változása:
| Lakosok száma | 710  | 700  | 703  | 749  | 780  | 762  | 748  | 747  | 729  | 692  |
|               | 1968 | 1982 | 1990 | 2006 | 2013 | 2015 | 2017 | 2019 | 2020 | 2022 |